# Élections législatives saint-marinaises de 1945
Les élections législatives saint-marinaises de 1945 se sont déroulées le 11 mars 1945.

## Contexte
Après la domination sans partage du Parti fasciste saint-marinais, puis sa dissolution en 1943, après la destitution de Benito Mussolini, des élections sont organisées la même année, à l’issue de laquelle la « Liste unique », formée des forces démocrates, remporte la totalité des 60 sièges du Grand Conseil général.

## Forces en présence
Deux ans plus tard, à la fin de la Seconde Guerre mondiale, un nouveau scrutin est organisé, et deux listes y briguent les suffrages: le « Comité de la liberté », qui est une alliance de gauche formée du Parti socialiste saint-marinais et du Parti communiste saint-marinais, et l’Alliance populaire, placée au centre-droit, formée de gens qui créeront, en 1948, le Parti démocrate-chrétien saint-marinais.

## Résultats
|                        |                                |       |       |     |        |               |  |  |  |  |  |  |  |  |
| Partis                 | Partis                         | Voix  | %     | +/- | Sièges | +/-           |  |  |  |  |  |  |  |  |
|                        | Comité de la liberté (PCS-PSS) | 2 214 | 65,97 | Nv. | 40     | 40            |  |  |  |  |  |  |  |  |
|                        | Alliance populaire             | 1 142 | 34,03 | Nv. | 20     | 20            |  |  |  |  |  |  |  |  |
|                        |                                |       |       |     |        |               |  |  |  |  |  |  |  |  |
| Suffrages exprimés     | Suffrages exprimés             | 3 356 | 99,11 |     |        |               |  |  |  |  |  |  |  |  |
| Votes blancs et nuls   | Votes blancs et nuls           | 30    | 0,89  |     |        |               |  |  |  |  |  |  |  |  |
| Total                  | Total                          | 3 386 | 100   | -   | 60     | en stagnation |  |  |  |  |  |  |  |  |
| Abstentions            | Abstentions                    | 2 460 | 42,08 |     |        |               |  |  |  |  |  |  |  |  |
| Inscrits/Participation | Inscrits/Participation         | 5 846 | 57,92 |     |        |               |  |  |  |  |  |  |  |  |

À l'issue du scrutin, la majorité parlementaire est formée du seul Comité de la liberté.